# Thermes romains de Cimiez
Les thermes romains de Cimiez sont un ensemble thermal de l'antique cité romaine de Cemenelum situé dans le quartier, aujourd’hui résidentiel, de Cimiez sur la commune de Nice.
Le site est classé monument historique à partir de 1947.

## Histoire d'une découverte

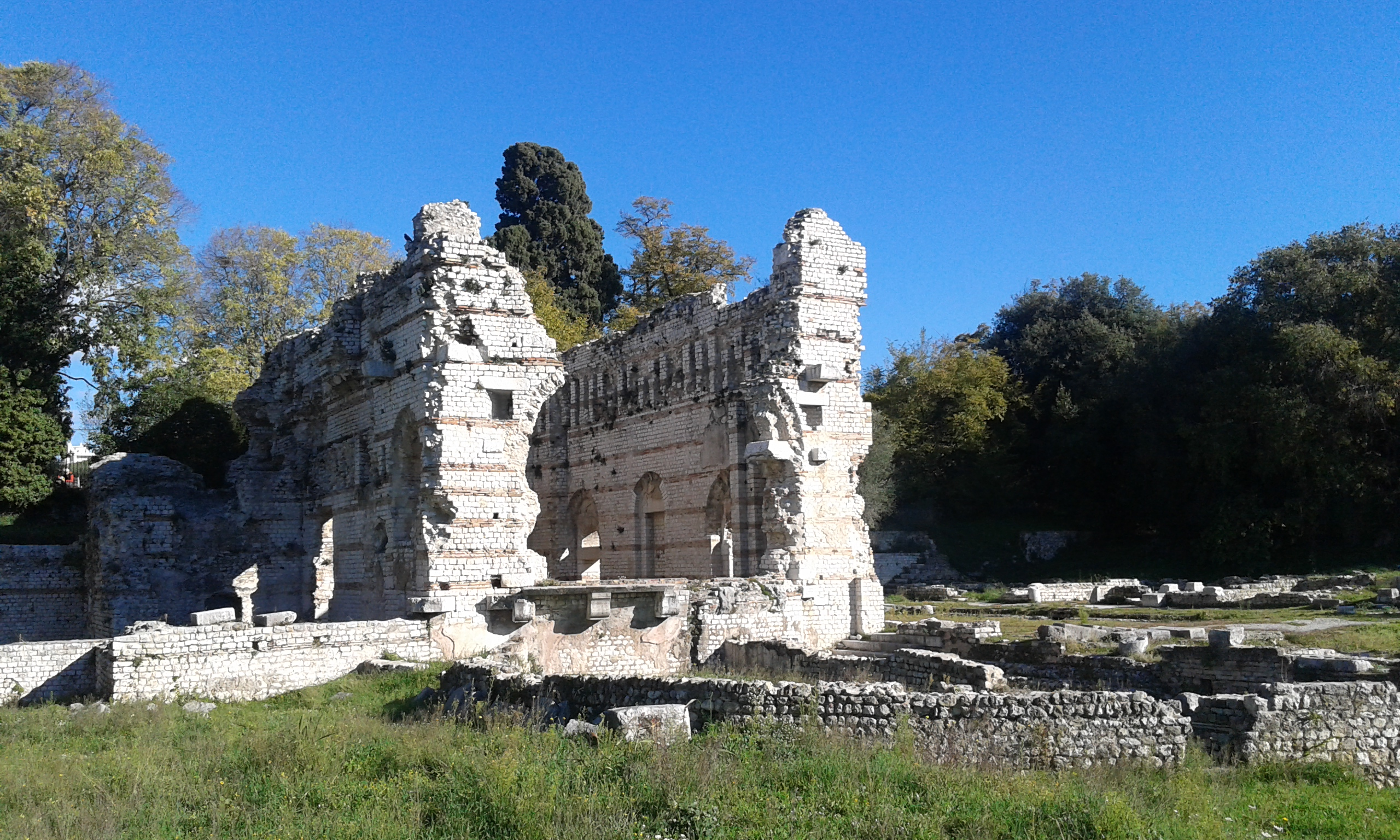
Frigidarium des thermes du nord

Les ruines  du frigidarium des thermes du nord, et de l'amphithéâtre proche, ont toujours été visibles et n'ont jamais été recouvertes depuis l'époque romaine. Ce frigidarium a longtemps été faussement nommé Temple d'Apollon. L'architecte florentin San Gallo fait un relevé des ruines au XVIe siècle. Il faut attendre la deuxième moitié du XIXe siècle quand les fouilles de l'architecte niçois François Brun identifient les thermes de l'est puis encore la Seconde Guerre mondiale et la mise au jour de plusieurs pièces de ces mêmes thermes (destrictarium, tepidarium, laconicum et frigidarium) en 1943.
Trois ensembles thermaux sont finalement dégagés entre 1954 et 1970 sur un espace de deux hectares par Fernand Benoit et Danielle Mouchot. Ils nomment alors les trois complexes : thermes du Nord, de l'Est et de l'Ouest. En 2004, les fouilles sont reprises par un programme collectif sous la direction de Monique Jannet-Vallat, conservateur du musée archéologique de Cimiez.
Une infime partie de la ville antique de Cemenelum a été fouillée. À proximité de l'ensemble thermal, seuls un cardo et un decumanus secondaire ont été identifiés.

## Organisation

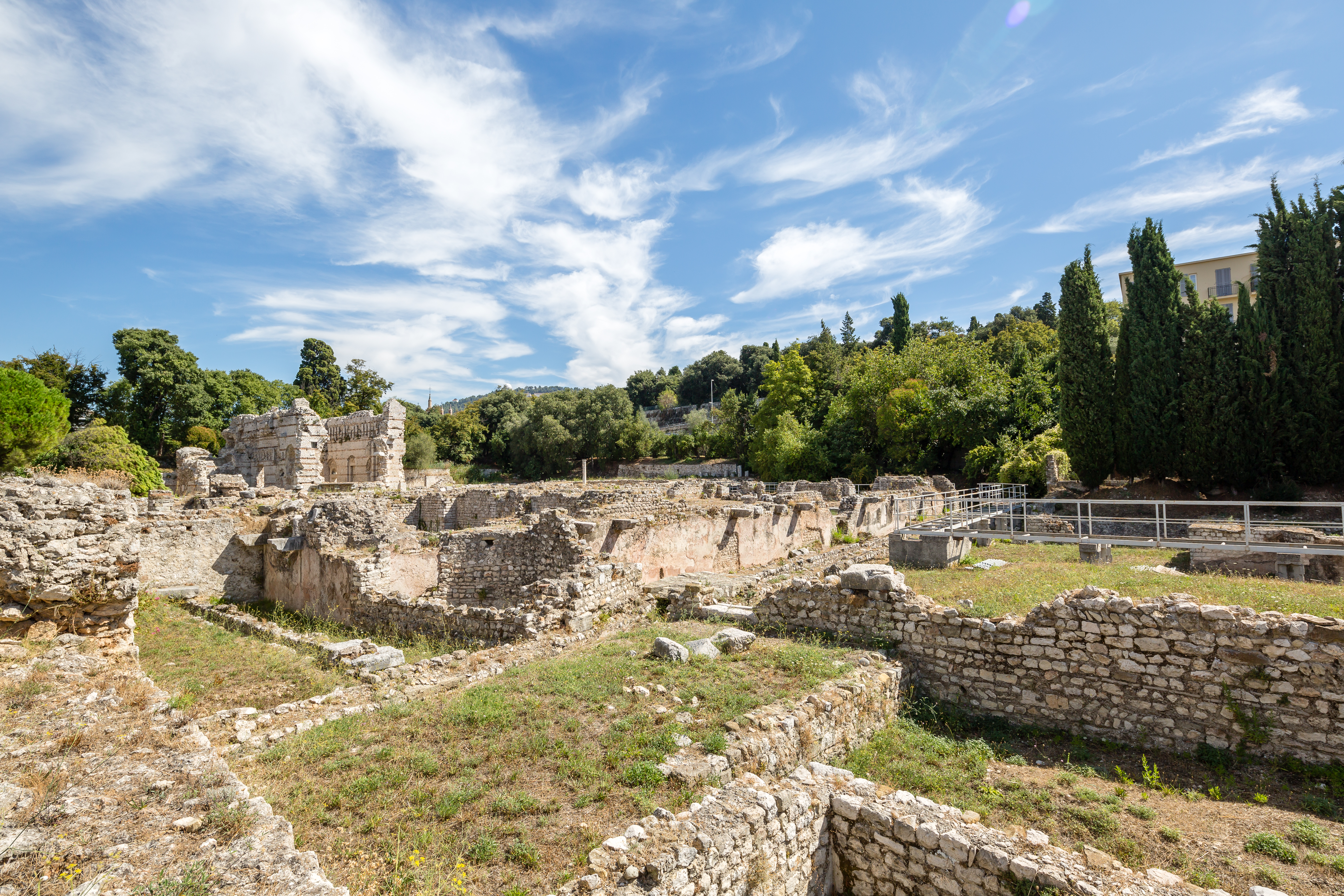
Thermes de l'est (au premier plan) et du nord (au fond).

La datation des trois ensembles thermaux est sujette à caution : l'emploi de construction à arase en brique semblerait correspondre au IIIe siècle tandis que l'opus spicatum serait plutôt représentatif des Ier et IIe siècles.
Les trois ensembles obéissent à la même logique : l'axe et l'ordre des pièces sont identiques. Les bâtiments possèdent de larges baies vitrées (une grande quantité de fragments de vitres ont été retrouvés lors des fouilles. Ils sont construits en opus mixtum, associant petit appareil et rang de briques, les parties réfractaires pour les foyers sont en cinérite de Biot, les murs sont plaqués de marbre et les sols mélangent pavements de marbre et opus sectile.
L'un des deux ou les deux aqueducs de la cité antique (l'aqueduc de Falicon et celui de Mouraille) amenaient l'eau au complexe thermal. Le système d'évacuation des eaux est particulièrement complet et se matérialise par un réseau complexe d'égouts et de canaux encore visibles. 

### Thermes du Nord
Ils constituent le plus complet et le plus grand des trois ensembles thermaux. Les pièces principales couvertes se succèdent sur un axe sud-est/nord-ouest. Les vestiaires mènent à la palestre puis au frigidarium. Suivent ensuite les trois pièces chauffées : le tepidarium (qui donne accès à un laconicum, une étuve circulaire), le destrictarium et le caldarium. Le système de chauffage, le praefurnium se trouve au nord des trois pièces chaudes. Au sud de la palestre se trouve une piscine à péristyle, des latrines et dans l'angle sud-ouest, probablement un jardin.

### Thermes de l'Est
Leur organisation est semblable à celle des thermes du Nord : même axe, même succession de pièces. Les vestiaires ne sont pas retrouvés, mais une probable palestre précède le frigidarium et les trois pièces chauffées : tepidarium (qui donne accès à un laconicum), le destrictarium et le caldarium. Le système de chauffage se situe au nord des trois pièces chaudes et comporte une cheminée d'évacuation des gaz. Une piscine à nymphée se trouve au nord des bâtiments. Au sud se trouve probablement un jardin qui comporte une salle fermée froide dans son angle sud-est, la schola et une fontaine.

### Thermes de l'Ouest

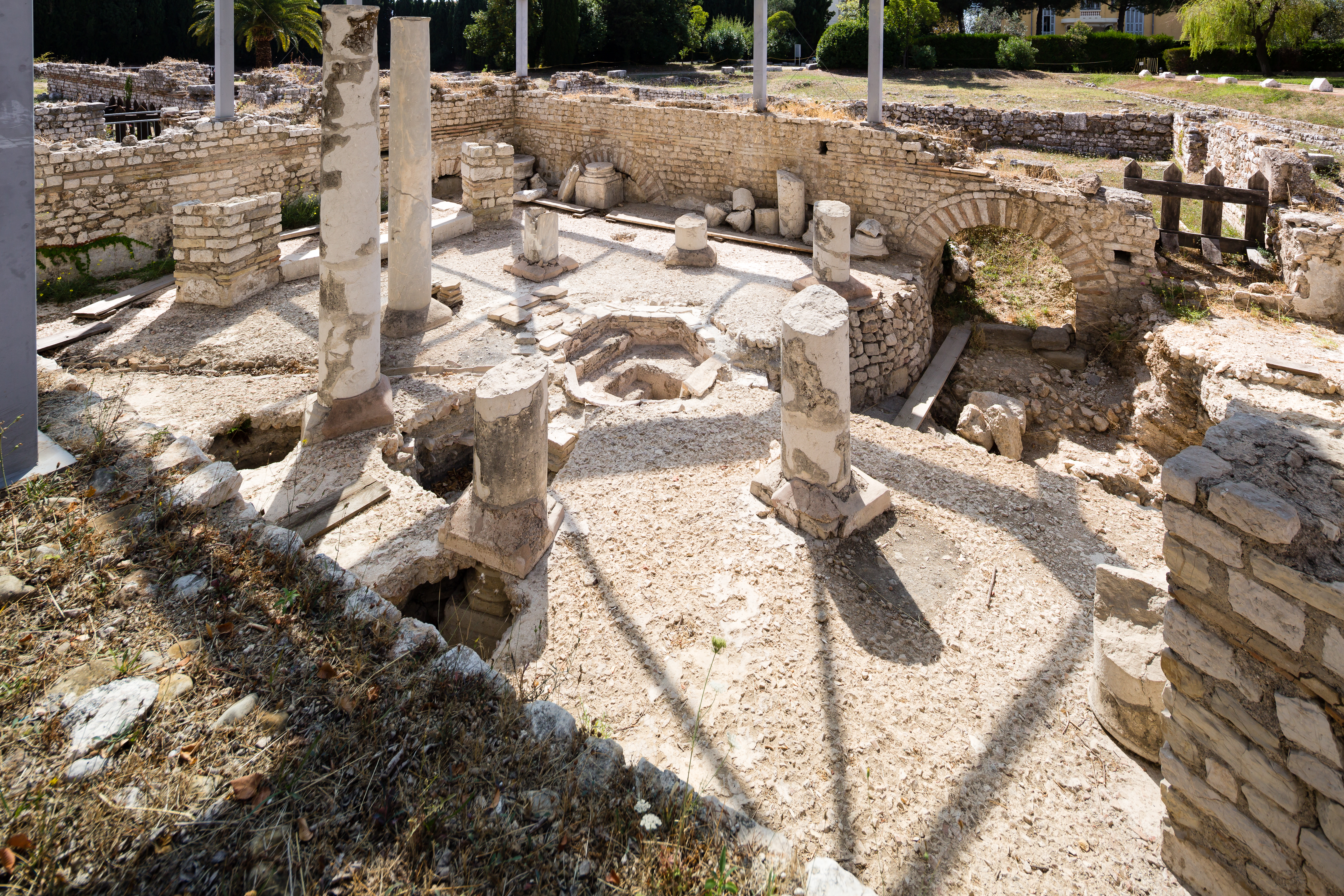
Le baptistère du Ve siècle, thermes de l’ouest.

Ils sont les moins bien conservés des trois ensembles thermaux antiques du fait de la mise en place durant l'antiquité tardive du groupe épiscopal. On reconnait néanmoins le même axe que les thermes du nord et de l'est et la même succession des pièces : frigidarium, tepidarium (et le laconicum), destrictarium et caldarium, le praefurnium au nord, la palestre au sud comportant une piscine dans son angle sud-est.
Au début du Ve siècle, le premier évêque de Cimiez, Saint Valérien présent aux conciles de 439 et 442 y installe le groupe épiscopal qui comprend la cathédrale, le baptistère, ses dépendances et la résidence de l'évêque située au nord des thermes. La basilique est construite sur les murs romains avec des matériaux de réemploi. Les colonnes des thermes du nord sont utilisées pour l'édification du baptistère.

## Inscriptions et classements aux monuments historiques
Le terrain de fouilles est inscrit par arrêté du 24 août 1943. Les Thermes du Nord sont classés par décret du 30 août 1947 (sous le nom de "Temple d'Apollon"). Les parcelles ou parties de parcelles sont classées par arrêté du 31 mars 1958.